# 毛糸

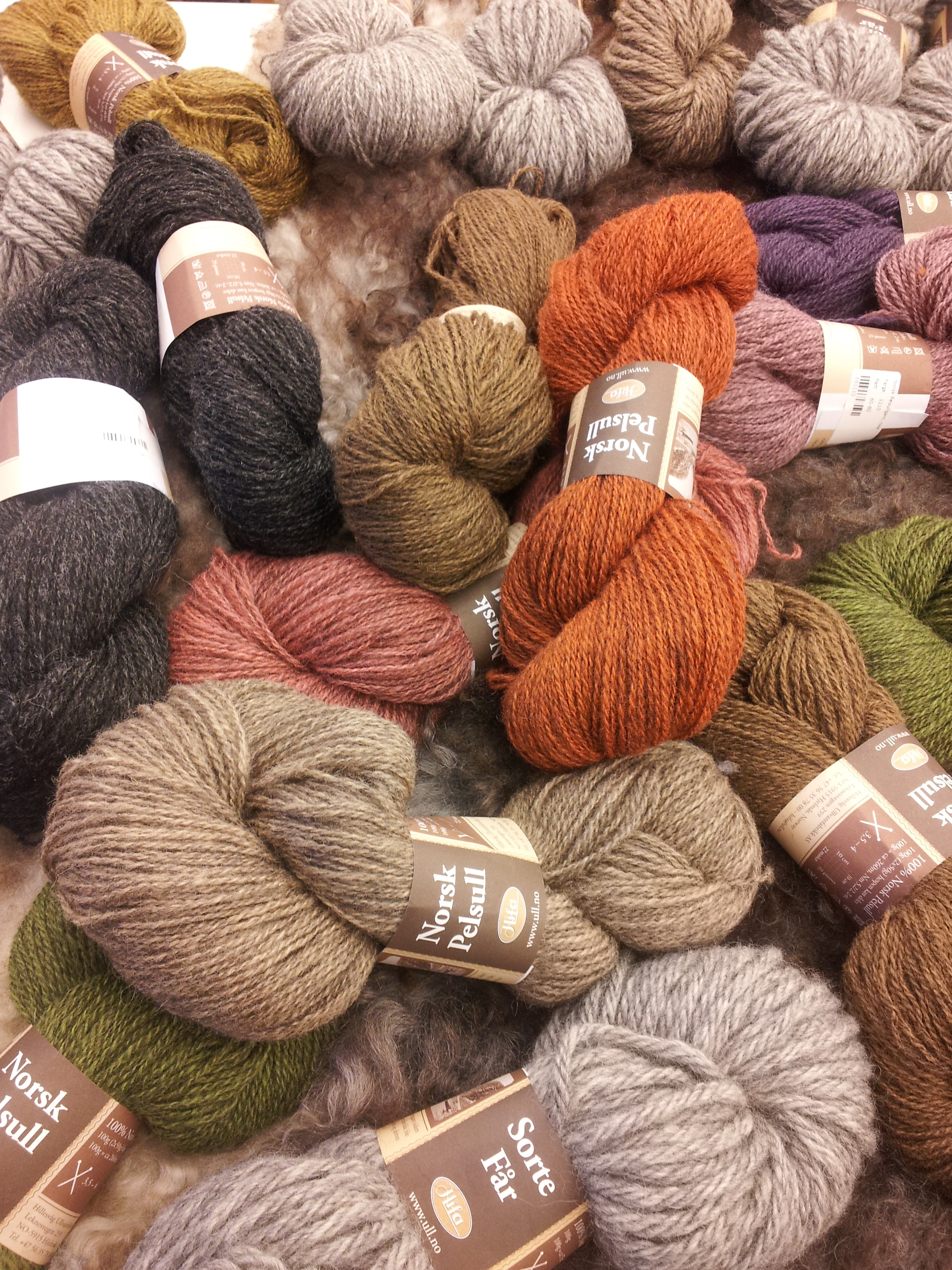
カセ状の毛糸とラベル

毛糸（けいと）とは、動物や植物などの天然繊維や化学繊維を、長い糸状に紡績して作った工芸素材。一般に縫い糸よりも太いものを指す。手芸糸ともいう。
主に編み物に使われるが、織物や毛糸刺繍などにも使われる。玉巻きやカセ、コーン巻きなどで販売されている。
毛糸のラベルには、素材、太さ、適正号数（かぎ針・棒針のサイズ）、標準ゲージ、1玉の糸長や標準重量、色番やロットナンバー（後述）などが記載されている。

## 素材による分類

### 天然繊維

#### 動物繊維
- ウール（羊毛） - メリノ、コリデール（英語版）、シェトランドなど、羊の品種によってさらに分類される。
  - 紡毛糸（ぼうもうし、woolen yarn） ： 短い繊維を綿状にし、絡み合わせながら引き伸ばしたもの。一般的な毛糸はほとんどが紡毛糸である。洗いをかけることで風合いが増し、縮絨加工や、フェアアイルニッティングにおけるスティーク処理に適している。
  - 梳毛糸（そもうし、worsted yarn） ： 長い繊維を一方向に揃えて整え（この状態を「スライバー(Sliver)」と呼ぶ）、細く引き伸ばしたもの。滑らかで光沢があり、紡毛糸よりも高価。
- モヘヤ
アンゴラヤギ（英語版）の毛[注釈 1]を紡いだもの。光沢があり、柔らかく弾力性に富む。起毛加工したものがほとんど。
生後１年未満の仔ヤギから刈り取った初毛のみを用いたキッドモヘヤもある。
- アルパカ
ウールよりも軽くて保温性が高く、毛玉ができにくい。染色せず生成りのままでも、クリーム色、濃淡の茶色、グレー、黒など、カラーバリエーションが豊富。
アルパカの毛の中でも柔らかい繊維のみを使用したベビーアルパカもある[注釈 2]。また、一般的なアルパカはファカヤ（ワカイヤ）種（英語版）だが、希少なスーリー（スリ）種（英語版）の毛を用いたスーリーアルパカもある。
- カシミヤ
カシミアヤギ（英語版）の毛を紡いだもの。ウールよりも繊維が柔らかいため肌刺激も少なく、保温性も高いが、耐久性にはやや劣る。
- アンゴラ
アンゴラウサギの毛を紡いだもの。非常に軽く保温性が高いが、摩擦に弱く、抜け毛も多い。
- ヤク
柔らかくて保温性が高く、耐久性もある。繊維のほとんどが茶色であるため、毛糸にした場合のカラーバリエーションが少ない。
- シルク（絹）
毛糸に使われる場合は「スパンシルク」（絹紡糸ともいい、繊維を短くして紡いだもの）であることがほとんど。軽くしなやかで光沢がある。
摩擦には弱いが引っぱり強度は強く、ウールやコットンと混紡されることも多い。
家蚕の繭糸を用いたものと、天蚕・柞蚕（タッサーシルク）などの野蚕の繭糸を用いたものがある。

#### 植物繊維
- コットン（綿）
吸水性が高く肌触りが良いが、やや重い。繊維の長さによってさまざまなランクがあり、長いほど高級とされている。
- 麻（リネン、ラミー）
吸水性や通気性に優れている。繊維の中では最も丈夫であるため、ウールなどの耐久性向上のために少量混紡・合撚されることもある。
- ジュート
繊維が短いため毛羽が抜けやすい。衣料には不向きで、服飾小物や雑貨などに使われる。
- 和紙
軽くて丈夫。基本的には服飾小物や雑貨などに使われる。

### 化学繊維

#### 再生繊維
- レーヨン
シルクに準じたしなやかさと光沢を持つが、シルクよりもやや重い。パルプレーヨン、バンブーレーヨンなどがある。

#### 合成繊維
- アクリル
ウールは虫害に遭いやすく、洗うことで縮んだり、繊維が肌を刺激することがあるため、その代替素材として広く用いられるようになった。
安価で発色が良く軽いが、保温性や吸水性はウールには劣り、毛玉ができやすい。
安価な毛糸で「モヘア」と称している場合はアクリル素材であることが多い。
- ナイロン
衣料用繊維の中で最も強度がある。天然繊維の耐久性を高めるため、ウールやコットンに少量混紡されることが多い。
- ポリエステル
ナイロンに次ぐ強度があり、熱にも強いが、毛玉ができやすい。

## 太さによる分類
日本における分類（細→太）
極細、合細、中細、合太、並太、極太、超極太
英語圏における分類（細→太）
Cobweb、Lace、Light Fingering、Fingering、Sport、DK(Double Kntting)、Worsted、Aran、Bulky(Chunky)、Super Bulky(Chunky)、Jumbo
いずれも明確な規格があるわけではなく、慣用的な分類である。

## 形状による分類

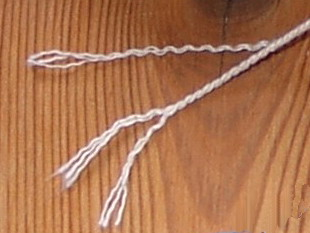
三子糸を3本撚り合わせた撚糸

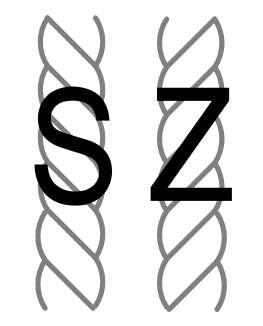
S撚りとZ撚り

- 単糸（Single ply）
1本だけを撚り上げたもの。独特の風合いを持つが、力がかかった場合に「抜け」（繊維同士の絡みがほぐれて離れてしまうこと）が起こりやすい。また、編み地が斜めにいがみが出やすい。
- 双糸（そうし、2-ply）
2本を撚り合わせたもの。最も一般的。
- 三子糸（みこいと、三本子、みっこ、3-ply）
3本を撚り合わせたもの。

撚り本数が増えていくと四子糸、五子糸と呼ばれるが、4本以上撚り合わせたものを多子糸（たっこ）と呼ぶこともある。十数本を撚り合わせたものもある。
また、双糸同士をさらに撚り合わせたものなど、さまざまなパターンがある。
撚りの強弱による分類もあり、撚りの弱いものを甘撚り糸、撚りの強いものを強撚糸という。甘撚り糸をロービングヤーンと呼ぶこともある。
撚り方向による分類もあり、時計回りに撚ったものをS撚り、反時計回りに撚ったものをZ撚りという。
複数の糸を撚り合わせる場合は、バランスが取れるように両方向の撚りを組み合わせる。

## 形態による分類

### ストレートヤーンに類するもの
特に加工を施していないスムーズな毛糸をストレートヤーンという。扱いやすく、編みほどく際にも絡まりにくくほどきやすい。編み目や模様編みがはっきり出るが、反面、不揃いな編み目も目立ちやすい。
- ツイードヤーン - 本来はツイード生地を織るためのチェビオット種(Cheviot sheep)の羊毛を原料とした手紡ぎ糸をいい、ざっくりとした風合いが特徴[3]。現在では似た風合いのものを「ツイード」と称することも多い。
- 杢糸 - 同じ太さで違う色の単糸同士を撚り合わせたもの。ファンシーヤーンに分類する場合もある。
- メランジ糸（霜降り糸） - 杢糸と似ているが、紡績段階で淡色と濃色を含む2色以上を混ぜ合わせたもの。「メランジ」はフランス語で「混合したもの」の意味。

### ファンシーヤーン（意匠糸、飾り糸）
形状に変化を持たせたもの。色に変化を持たせたもの（杢糸、メランジ糸など）を含む場合もある。
- スラブヤーン - 紡ぐ際や、撚る際に、強弱をつけるなどして太さに変化を持たせたもの。
- ネップヤーン - 不規則に糸節（ネップ）があるもの。
- ノットヤーン - 芯糸に飾り糸を撚り合わせる際、飾り糸に結び目（ノット）のような玉節を作ったもの。
- タムタムヤーン（タムヤーン） - 一般に「モヘア糸」と呼ばれているもの。ループヤーンのループ部分を針で起毛するなどして毛羽立たせてある。
- シャギーヤーン - タムタムヤーンよりも毛羽の毛足が長いものをいう。
- ファーヤーン - 起毛部分にボリュームを持たせ、毛皮の毛足や鳥の羽のような風合いを出したもの。
- ブークレヤーン - 芯糸に、撚りの甘い太めの飾り糸を縮れたような状態で撚り合わせたたもの。
- ループヤーン - 芯糸に、連続的にループさせた飾り糸を撚り合わせたもの。飾り糸の太さやループの大きさによってはブークレヤーンとよく似た見た目になる。
- モールヤーン（シェニールヤーン） - 芯糸2本を撚り合わせる際に、短い毛羽（花糸）を連続的に挟み込んだもの。
- リリアンヤーン（リリーヤーン） - 細い糸をリリヤン状に編み立てたもの。中心部にスライバーを吹き込んでボリュームを出したものもある。
- テープヤーン - テープのように平たい形状のもの。

## 用途による分類
- 冬糸 - 秋冬物を編むのに適した保温性の高い毛糸。ウールやモヘヤなど、空気を多く含むもの、毛足の長いものなどが代表的。
- 夏糸 - 春夏物を編むのに適した毛糸。コットンや麻、シルクなどが代表的。一般にあまり太いものは使われない。

明確な区別があるわけではなく、慣例的な分類である。

## 染色方法による分類
- トップ染め - 紡績前の繊維（トップ）を染めてから紡いだもの。染色後のトップを混ぜ合わせて調色してから紡績するため、発色が鮮やかで堅牢な染めになる。
- 糸染め - 紡績してできた糸を染めたもの。円筒状に巻いた状態（チーズ巻き）で染める場合「チーズ染め」ともいう。
  - カセ染め - 糸染めの中でも少ロットや手染めの場合、カセの状態にしてから染める。

染色単位をロットといい、ラベルには必ずロットナンバーが記載されている。同じ色番でも、ロットが違うと微妙に色味が異なることがあるためである。

### 段染め（多色染め、かすり、プリント）の技法

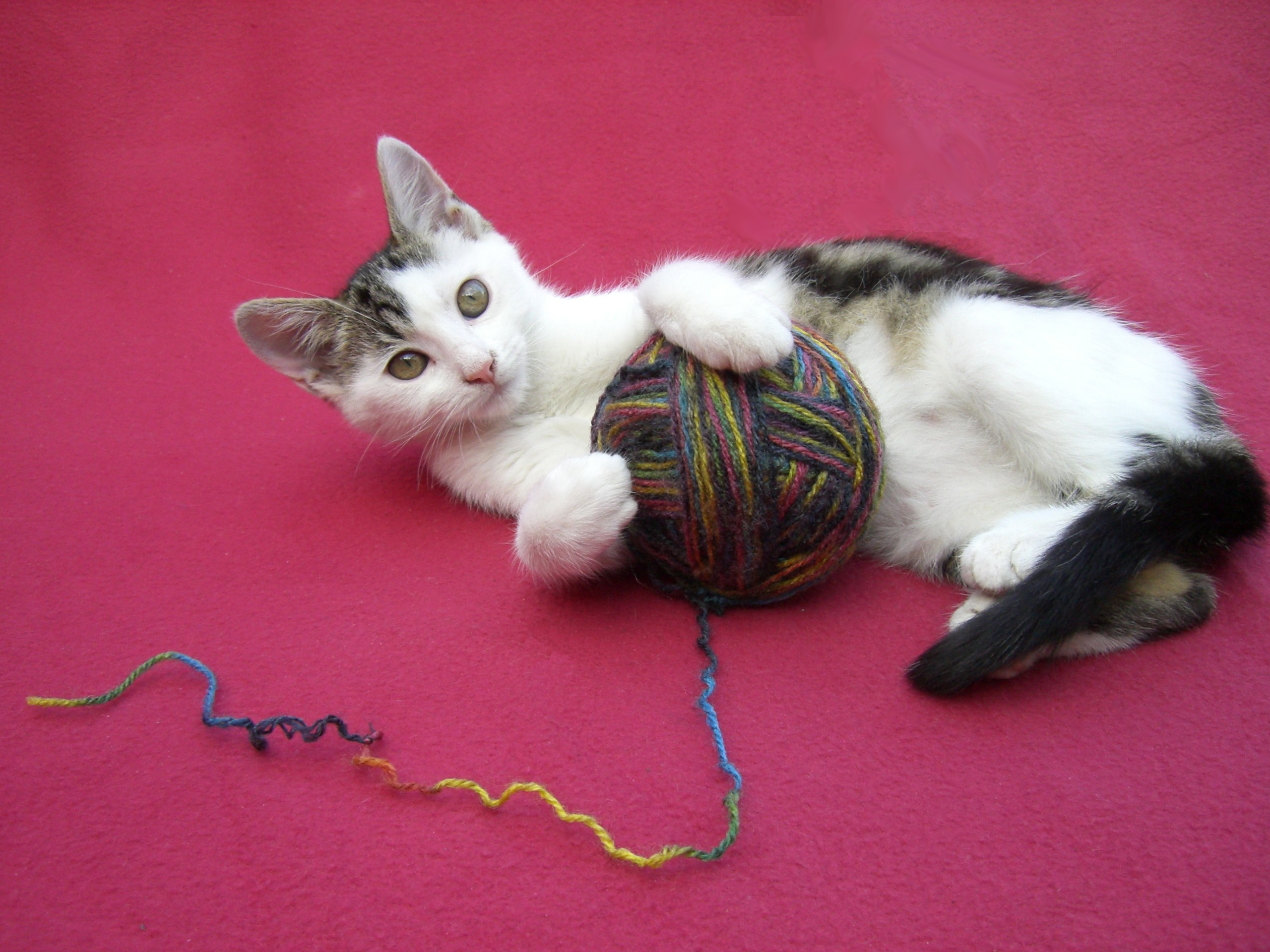
玉巻きの段染め糸

- 漬け染め - 最も古くからある技法。複数の染色液にカセを部分的に浸すことで色の変化を作る。
- スペース・ダイイング（Space Dyeing） - カセまたはトップを金型で圧迫して仕切り、仕切りごとに異なる色の染料をノズルで吹き付ける。色変化の間隔をさまざまに調整できる[4]。
- スプレー染め - 異なる色の噴霧器を並べて糸に染料をスプレーしたのち、糸をローラーで圧縮して色の変わり目をにじませる[4]。

多色染めに対して、単色のものはソリッドともいう。